# 두 폭 제단화

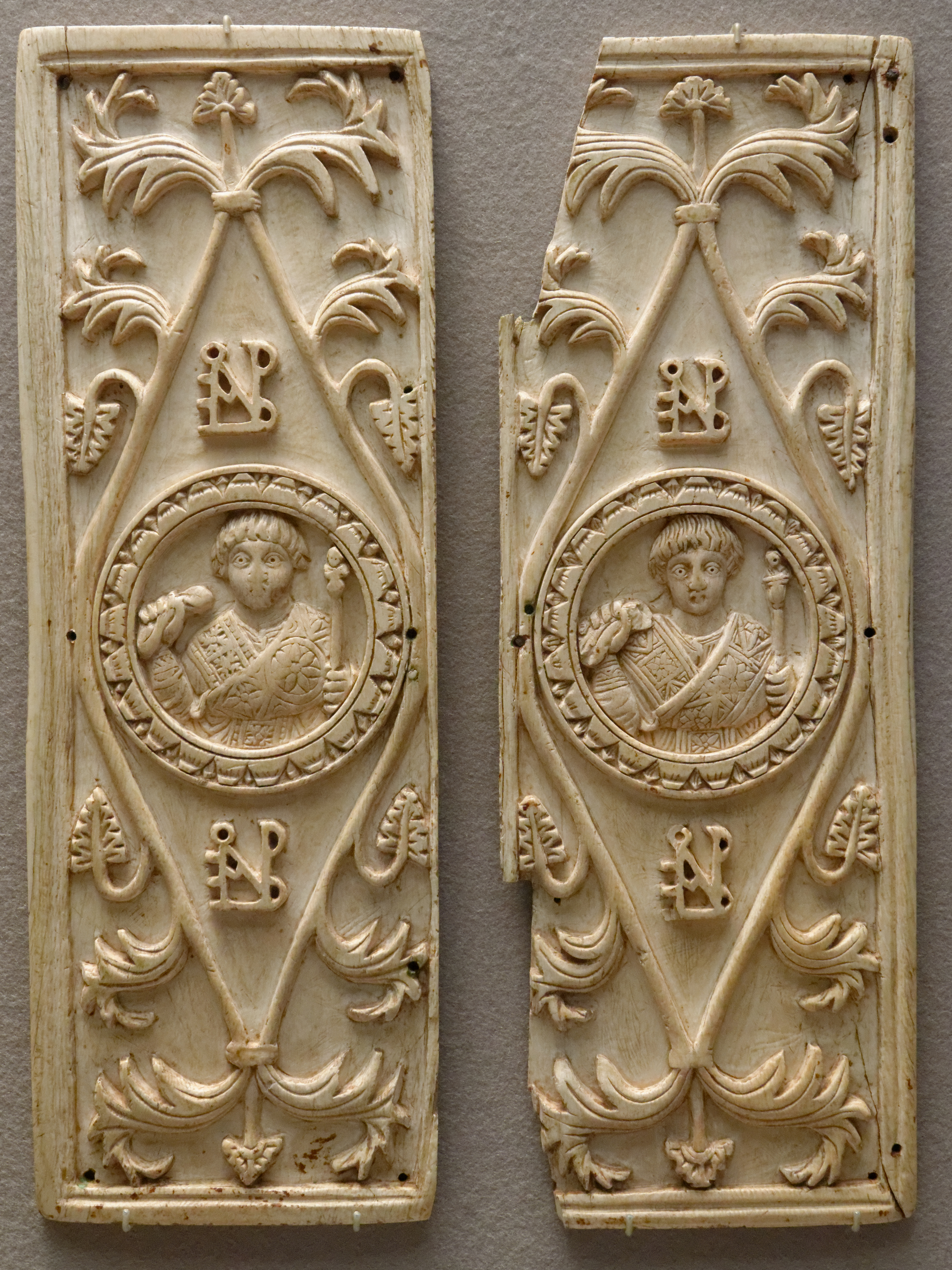

두 폭 제단화 또는 딥틱(Diptych, /ˈdɪptɪk/; 그리스어 δίπτυχον, di "two" + ptychē "fold")은 한 쌍을 형성하는 두 개의 평판이 있는 물체이며 종종 경첩으로 부착된다. 예를 들어, 고대 세계의 표준 공책과 학교 연습장은 밀랍으로 채워진 움푹 패인 공간을 포함하는 한 쌍의 판으로 구성된 이중 그림이었다. 첨필로 밀랍 표면을 긁어서 글씨를 썼다. 노트가 더 이상 필요하지 않으면 왁스를 약간 가열한 다음 부드럽게 만들어 재사용할 수 있다. 일반 버전에는 나무 프레임이 있지만 더 고급스러운 딥틱은 더 비싼 재료로 제작되었다.

## 같이 보기
- 세 폭 제단화